# Fashion (canción de David Bowie)
«Fashion» es una canción escrita por el músico británico David Bowie, publicada en su álbum de 1980, Scary Monsters (and Super Creeps). Fue publicado como el segundo sencillo del álbum y fue acompañado, al igual que el sencillo anterior, «Ashes to Ashes», por un videoclip altamente valorado.
Fue posicionada como el 8° mejor sencillo de 1980 por la revista NME.

## Música y letra
De acuerdo con el productor Tony Visconti, "Fashion" fue la última canción en ser completada durante las sesiones de Scary Monsters. Su línea de bajo y algunas melodías toman inspiración del éxito de Bowie "Golden Years" en 1975.

## Versiones en vivo
- Una versión grabada en el Long Marston, Inglaterra el 20 de julio de 1997, durante el festival de Phoenix, fue publicada en Look at the Moon! (Live Phoenix Festival 97).[8]
- Una presentación en vivo durante la gira de Serious Moonlight, filmada el 12 de septiembre de 1983, fue incluida en Serious Moonlight y en la caja recopilatoria Loving the Alien (1983–1988).[9]
- Una versión en vivo, interpretada el 30 de agosto de 1987 en el Montreal Forum en Canadá, aparece en el álbum Glass Spider (Live Montreal ’87).[10]

## Otros lanzamientos
- La canción fue publicado como sencillo junto con "Scream Like a Baby" como lado B el 24 de octubre de 1980.[11]
- La canción ha aparecido en numerosos álbumes compilatorios de David Bowie:
  - Changestwobowie (1981)
  - Golden Years 1983)
  - Fame and Fashion (1984)
  - Changesbowie (1990)
  - The Singles Collection (1993)
  - Best of Bowie (2002)
  - Nothing has changed. (2014)
  - Bowie Legacy (2016)
- La canción apareció en la película de 1995, Clueless.[12]

## Lista de canciones
Todas las canciones escritas por David Bowie.
1. "Fashion" – 3:26
2. "Scream Like a Baby" – 3:36

## Créditos
Créditos adaptados desde las notas del álbum.
- David Bowie – voz principal, teclado
- Robert Fripp – guitarra eléctrica
- Carlos Alomar – guitarra rítmica
- George Murray – bajo eléctrico
- Dennis Davis – batería
- Andy Clark – sintetizador

## Posicionamiento
| Gráficas (1980–1981)                               | Pico de posición |
| -------------------------------------------------- | ---------------- |
| Australia (Kent Music Report)                      | 27               |
| Irlanda (Irish Singles Chart)                      | 11               |
| Nueva Zelanda (Recorded Music NZ)                  | 22               |
| Noruega (VG-lista)                                 | 9                |
| Sudáfrica (South African Chart)                    | 8                |
| Suecia (Sverigetopplistan)                         | 7                |
| Reino Unido (Official Charts Company)              | 5                |
| Estados Unidos (Billboard Hot 100)                 | 70               |
| Estados Unidos (Billboard Mainstream Rock Airplay) | 21               |